# Donna Murphyová
Donna Murphyová (* 7. března 1959 New York, New York) je americká herečka a zpěvačka.

## Život a působení
Studovala drama na New York University, po druhém ročníku ale studium kvůli četným absencím ukončila, neboť byla vybrána jako náhradnice vokalistek v broadwayském muzikálu They're Playing Our Song (1979). Od té doby se věnuje především divadelnímu herectví, vystupovala v mnoha muzikálech mimo Broadway i na Broadwayi. Za herecké výkony v broadwayských inscenacích Passion (1994) a The King and I (1996) získala dvě ceny Tony. Od roku 1987 působí též ve filmu a televizi, debutovala jako zpěvačka v televizním filmu Tales from the Hollywood Hills: A Table at Ciro's. Později se objevila např. v seriálech Another World, Murder One, Ally McBealová, Právo a pořádek, What About Joan či Trust Me a hrála ve filmech jako Ruská ruleta, Star Trek: Vzpoura, Spider-Man 2 nebo Na vlásku.